# Nockalm Quintett
Das Nockalm Quintett (seit zirka 2019 nur noch kurz Nockis) ist eine österreichische Musikgruppe der volkstümlichen Szene, die seit Mitte der 1990er-Jahre vor allem als Schlagerband bekannt ist. Der Name der Gruppe leitet sich von den Nockbergen in Kärnten ab. Viele der inzwischen erschienenen Alben erreichten Gold- und Platinstatus in Österreich.

## Karriere
Die Gruppe wurde 1982 in Millstatt von Gottfried Würcher, Wilfried Wiederschwinger und Heinz Zwatz gegründet. Bis 1984 kamen Dietmar Zwischenberger und Rudi Schellander hinzu und sie veröffentlichten als Nockalm Quintett ihr erstes Album Rund um Bad Kleinkirchheim. Ab Ende der 1980er-Jahre trat das Nockalm Quintett im Fernsehen auf und konnte danach die ersten Erfolge über die österreichischen Grenzen hinaus verbuchen. 1989 gewannen sie die Superhitparade im ZDF. Zu der Zeit ersetzte Edmund Wallensteiner den Bass-Gitarristen Schellander. Mit dem Album Aus Tränen wird ein Schmetterling hatten sie 1990 ihre erste Chartplatzierung in Österreich. Danach folgte jährlich ein weiteres Chartalbum und mit Und über Rhodos küss’ ich dich kamen sie 1994 erstmals auf Platz 2 der Charts. Ab 1997 waren sie auch in der Schweiz erfolgreich. 1999 verließ Akkordeonspieler Heinz Zwatz die Band und obwohl mit Keyboarder Arnd Herröder und Gitarrist Markus Holzer und 2005 mit Schlagzeuger Siegfried Willmann die Gruppe auf sieben Mitglieder anwuchs, behielt man die Bezeichnung Quintett bei. Mit Das Mädchen Atlantis war man 2002 erstmals auch in Deutschland in den Charts und ein Jahr später erreichten sie mit Die kleine Insel Zärtlichkeit ihre erste Nummer-eins-Platzierung in Österreich. In den folgenden zehn Jahren erreichten alle Alben bis auf ein Weihnachtsalbum 2012 in ihrer Heimat entweder Platz 1 oder Platz 2.
Anfang 2016 verließen Edmund Wallensteiner, Dietmar Zwischenberger und Arnd Herröder das Nockalm Quintett, um gemeinsam mit Marco Diana die Band Knicker Nocker zu gründen.
Als neuer Keyboarder stieg Kurt Strohmeier beim Nockalm Quintett ein, sodass die Band nun mit ihren fünf Mitgliedern tatsächlich ein Quintett ist.
Nachdem Ex-Trompeter und Schlagzeuger Zwischenberger zwei Wochen lang unauffindbar war, wurde er am 27. Oktober 2016 tot aufgefunden.

## Preise und Ehrungen

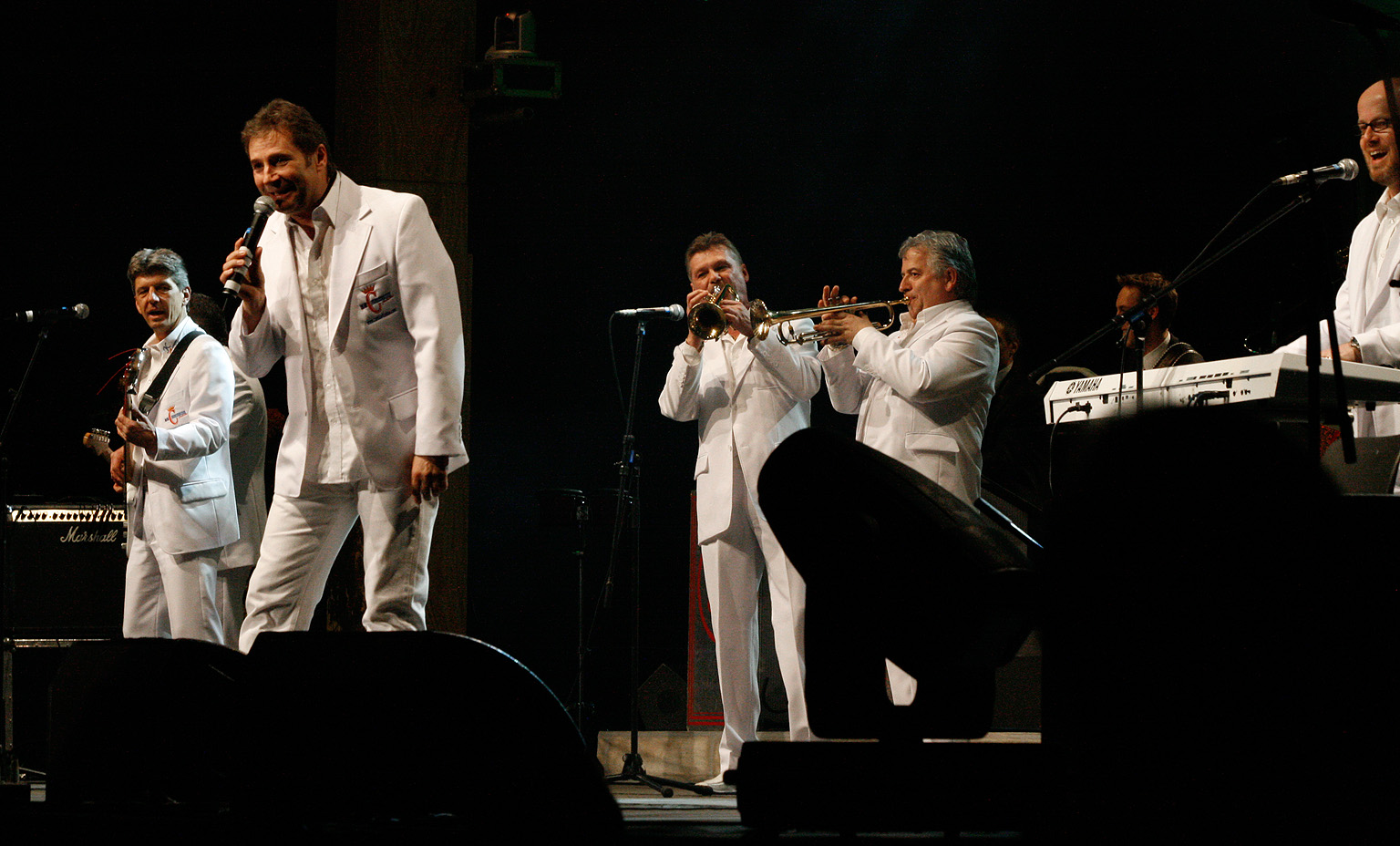
Das Nockalm Quintett (2010)

1991 nahm die Gruppe zum ersten Mal am Grand Prix der Volksmusik teil und erreichte mit Schuld sind deine himmelblauen Augen für Deutschland den 4. Platz. Beim Grand Prix der Volksmusik 1992 erreichten sie mit Und in der Nacht, da brauch i di zum Träumen immerhin noch einen 9. Platz ebenfalls für Deutschland. Nach einer weniger erfolgreichen Teilnahme am Grand Prix der Volksmusik 1993 kam schließlich 2002 der lang ersehnte Sieg. Zusammen mit der Sängerin Stephanie sangen sie das Lied Dort auf Wolke sieben und konnten somit beim Grand Prix der Volksmusik 2002 die Siegertrophäe nach Österreich holen.
Im Jahr 2001 hatte der Sänger der Gruppe, Gottfried Würcher, zusammen mit Norbert Rier (Kastelruther Spatzen) und Markus Wolfahrt (Die Klostertaler) die Krone der Volksmusik erhalten. Die großen 3 der Volksmusik erhielten diese Auszeichnung für das spektakulärste Medienereignis des Jahres 2000. Die drei Musikgruppen haben inzwischen auch zwei gemeinsame Doppel-CDs und DVDs veröffentlicht. Daneben hat das Nockalm-Quintett auch mit Andrea Jürgens einen Titel (Wir greifen nach den Sternen) aufgenommen.
Das Nockalm Quintett wurde insgesamt sieben Mal für einen Amadeus Austrian Music Award nominiert.

## Auszeichnungen (Auswahl)
- Smago! Award 2023 – Auszeichnung für 40 Jahre Nockis in Österreich & Südtirol
- Großes Goldenes Ehrenzeichen des Landes Kärnten 2022
- Multi Edelmetall Award von der Plattenfirma Universal Music Group für insgesamt 37 Goldene Schallplatten und 29 Platin-Schallplatten 2022
- Schlager.de Jahresvoting – Auszeichnung als Band des Jahres 2019
- Smago! Award 2019 – Auszeichnung als Schlagerband des Jahres in Österreich & Südtirol
- Amadeus-Verleihung 2018 – Auszeichnung in der Kategorie Schlager/Volksmusik
- Smago! Award 2018 – Auszeichnung als erfolgreichste Schlagerband aller Zeiten in Österreich und Südtirol
- „Mein Star des Jahres 2018“ verliehen von der Zeitschrift „neuen Post“ – Auszeichnung in der Kategorie bester Volksmusikstar Deutschlands
- Goldene Antenne 2018 – Auszeichnung von BRF2
- Eurostar 2013 – Auszeichnung für ihre Verdienste zur österreichischen Volks- und Unterhaltungsmusik.
- Grand Prix der Volksmusik 2002 – Sieg im Duett mit Stephanie

## Diskografie

### Studioalben
| Jahr | Titel                                     | Höchstplatzierung, Gesamtwochen, AuszeichnungChartplatzierungen (Jahr, Titel, Platzierungen, Wochen, Auszeichnungen, Anmerkungen) | Höchstplatzierung, Gesamtwochen, AuszeichnungChartplatzierungen (Jahr, Titel, Platzierungen, Wochen, Auszeichnungen, Anmerkungen) | Höchstplatzierung, Gesamtwochen, AuszeichnungChartplatzierungen (Jahr, Titel, Platzierungen, Wochen, Auszeichnungen, Anmerkungen) | Anmerkungen                                                          |
| Jahr | Titel                                     | DE | AT | CH | Anmerkungen                                                          |
| ---- | ----------------------------------------- | --- | --- | --- | -------------------------------------------------------------------- |
| 1984 | Rund um Bad Kleinkirchheim                | — | — | — | Erstveröffentlichung: 1984                                           |
| 1985 | Musik für alle                            | — | — | — | Erstveröffentlichung: 1985                                           |
| 1986 | Immer wenn es Abend wird                  | — | — | — | Erstveröffentlichung: 1986                                           |
| 1987 | Drei Finger aufs Herz                     | — | — | — | Erstveröffentlichung: 1987                                           |
| 1987 | Quer durchs Alpenland                     | — | — | — | Erstveröffentlichung: 1987                                           |
| 1988 | 5 gute Freunde                            | — | — | — | Erstveröffentlichung: 1988                                           |
| 1988 | Mein Herz sagt ja …                       | — | — | CH— GoldCH | Erstveröffentlichung: 1988 Verkäufe: + 25.000                        |
| 1989 | Liebe, Träume und Musik                   | — | — | CH— GoldCH | Erstveröffentlichung: 17. August 1989 Verkäufe: + 25.000             |
| 1990 | Aus Tränen wird ein Schmetterling         | — | AT14 Gold · (6 Wo.)AT | CH— GoldCH | Erstveröffentlichung: 7. Oktober 1990 Verkäufe: + 50.000             |
| 1991 | Schuld sind deine himmelblauen Augen      | — | AT18 Gold · (12 Wo.)AT | — | Erstveröffentlichung: 11. August 1991 Verkäufe: + 25.000             |
| 1992 | Der Sommerwind will keine Tränen seh’n    | — | AT18 Gold · (10 Wo.)AT | — | Erstveröffentlichung: 26. Juli 1992 Verkäufe: + 25.000               |
| 1993 | Schwarzer Sand von Santa Cruz             | — | AT24 Platin · (5 Wo.)AT | — | Erstveröffentlichung: 4. Juli 1993 Verkäufe: + 50.000                |
| 1994 | Und über Rhodos küss’ ich dich            | — | AT2 ×2Doppelplatin · (16 Wo.)AT                                                                                                   | — | Erstveröffentlichung: 4. September 1994 Verkäufe: + 100.000          |
| 1995 | Sternenhimmelgefühl                       | — | AT5 Platin · (17 Wo.)AT | — | Erstveröffentlichung: 2. Juli 1995 Verkäufe: + 50.000                |
| 1996 | Zärtliche Gefühle                         | — | AT8 Platin · (16 Wo.)AT | — | Erstveröffentlichung: 23. Juni 1996 Verkäufe: + 50.000               |
| 1997 | Das Wunder von Piräus                     | — | AT3 Gold · (16 Wo.)AT | CH30 (3 Wo.)CH | Erstveröffentlichung: 27. Mai 1997 Verkäufe: + 25.000                |
| 1998 | Der Himmel spielte Hollywood              | — | AT7 Gold · (17 Wo.)AT | CH18 (7 Wo.)CH | Erstveröffentlichung: 23. Juni 1998 Verkäufe: + 25.000               |
| 1999 | Casablanca für immer                      | — | AT2 (18 Wo.)AT | — | Erstveröffentlichung: 16. April 1999                                 |
| 2000 | Vom Winde verweht                         | — | AT2 Gold · (10 Wo.)AT | CH33 (9 Wo.)CH | Erstveröffentlichung: 4. September 2000 Verkäufe: + 25.000           |
| 2001 | Gladiator                                 | — | AT7 Gold · (11 Wo.)AT | CH62 (4 Wo.)CH | Erstveröffentlichung: 31. August 2001 Verkäufe: + 20.000             |
| 2002 | Das Mädchen Atlantis                      | DE70 (2 Wo.)DE | AT6 (22 Wo.)AT | CH66 (3 Wo.)CH | Erstveröffentlichung: 7. Juni 2002                                   |
| 2003 | Die kleine Insel Zärtlichkeit             | DE67 (1 Wo.)DE | AT1 Gold · (17 Wo.)AT | CH44 (7 Wo.)CH | Erstveröffentlichung: 28. Juli 2003 Verkäufe: + 15.000               |
| 2004 | Prinz Rosenherz                           | DE51 (2 Wo.)DE | AT1 Platin · (27 Wo.)AT | CH21 (7 Wo.)CH | Erstveröffentlichung: 26. Juli 2004 Verkäufe: + 30.000               |
| 2005 | Amadeus in Love                           | DE67 (1 Wo.)DE | AT2 Platin · (18 Wo.)AT | CH35 (8 Wo.)CH | Erstveröffentlichung: 6. Juni 2005 Verkäufe: + 30.000                |
| 2006 | Einsam wie Napoleon                       | DE44 (2 Wo.)DE | AT1 Platin · (17 Wo.)AT | CH15 (7 Wo.)CH | Erstveröffentlichung: 21. Juli 2006 Verkäufe: + 30.000               |
| 2007 | Volle Kanne Sehnsucht                     | DE69 (2 Wo.)DE | AT1 Platin · (18 Wo.)AT | CH17 (10 Wo.)CH | Erstveröffentlichung: 29. Juni 2007 Verkäufe: + 20.000               |
| 2008 | Ich dich auch                             | DE24 (5 Wo.)DE | AT1 Platin · (14 Wo.)AT | CH13 (10 Wo.)CH | Erstveröffentlichung: 11. Juli 2008 Verkäufe: + 20.000               |
| 2009 | Ja                                        | DE22 (3 Wo.)DE | AT2 Platin · (17 Wo.)AT | CH13 (7 Wo.)CH | Erstveröffentlichung: 24. Juli 2009 Verkäufe: + 20.000               |
| 2010 | Mein Wunder der Liebe                     | DE28 (4 Wo.)DE | AT2 Gold · (12 Wo.)AT | CH10 (8 Wo.)CH | Erstveröffentlichung: 23. Juli 2010 Verkäufe: + 10.000               |
| 2011 | Zieh dich an und geh                      | DE32 (4 Wo.)DE | AT1 Platin · (28 Wo.)AT | CH16 (9 Wo.)CH | Erstveröffentlichung: 15. Juli 2011 Verkäufe: + 20.000               |
| 2012 | Ein Weihnachtslied, das dir gehört        | — | AT18 (5 Wo.)AT | CH94 (1 Wo.)CH | Erstveröffentlichung: 15. November 2012                              |
| 2013 | Mit den Augen einer Frau                  | DE56 (1 Wo.)DE | AT2 Platin · (21 Wo.)AT | CH15 (7 Wo.)CH | Erstveröffentlichung: 10. Mai 2013 Verkäufe: + 15.000                |
| 2014 | Du warst der geilste Fehler meines Lebens | DE30 (3 Wo.)DE | AT1 Platin · (28 Wo.)AT | CH10 (13 Wo.)CH | Erstveröffentlichung: 18. Juli 2014 Verkäufe: + 15.000               |
| 2016 | Wonach sieht’s denn aus?                  | DE39 (1 Wo.)DE | AT1 Platin · (62 Wo.)AT | CH14 (9 Wo.)CH | Erstveröffentlichung: 15. April 2016 Verkäufe: + 15.000              |
| 2017 | In der Nacht                              | DE30 (1 Wo.)DE | AT1 Platin · (25 Wo.)AT | CH5 (7 Wo.)CH | Erstveröffentlichung: 28. Juli 2017 Verkäufe: + 15.000               |
| 2018 | Nockis Schlagerparty                      | DE16 (2 Wo.)DE | AT2 Gold · (24 Wo.)AT | CH5 (8 Wo.)CH | Erstveröffentlichung: 13. Juli 2018 Verkäufe: + 7.500                |
| 2019 | Für ewig                                  | DE33 (4 Wo.)DE | AT1 Gold · (15 Wo.)AT | CH5 (8 Wo.)CH | Erstveröffentlichung: 19. Juli 2019 Verkäufe: + 7.500; als Nockis    |
| 2022 | Ich will dich                             | DE27 (3 Wo.)DE | AT1 Gold · (32 Wo.)AT | CH3 (12 Wo.)CH | Erstveröffentlichung: 21. Januar 2022 Verkäufe: + 7.500; als Nockis  |
| 2022 | 40                                        | DE58 (1 Wo.)DE | AT1 Gold · (25 Wo.)AT | CH12 (5 Wo.)CH | Erstveröffentlichung: 4. November 2022 Verkäufe: + 7.500; als Nockis |
| 2024 | Gefühlsecht                               | DE72 (1 Wo.)DE | AT1 (16 Wo.)AT | CH9 (4 Wo.)CH | Erstveröffentlichung: 14. Juni 2024 als Nockis                       |
| 2025 | Glücksmomente                             | DE94 (1 Wo.)DE | AT2 (… Wo.)AT | CH6 (4 Wo.)CH | Erstveröffentlichung: 13. Juni 2025 als Nockis                       |

### Gemeinschaftsalben
| Jahr | Titel                                | Höchstplatzierung, Gesamtwochen, AuszeichnungChartplatzierungen (Jahr, Titel, Platzierungen, Wochen, Auszeichnungen, Anmerkungen) | Höchstplatzierung, Gesamtwochen, AuszeichnungChartplatzierungen (Jahr, Titel, Platzierungen, Wochen, Auszeichnungen, Anmerkungen) | Höchstplatzierung, Gesamtwochen, AuszeichnungChartplatzierungen (Jahr, Titel, Platzierungen, Wochen, Auszeichnungen, Anmerkungen) | Anmerkungen                                                  |
| Jahr | Titel                                | DE | AT | CH | Anmerkungen                                                  |
| ---- | ------------------------------------ | --- | --- | --- | ------------------------------------------------------------ |
| 2000 | Die großen 3 der Volksmusik – Vol. 2 | DE27 (13 Wo.)DE | AT8 Gold · (17 Wo.)AT | — | mit Kastelruther Spatzen und Klostertaler Verkäufe: + 25.000 |
| 2001 | Weihnachten mit den großen 3         | — | AT16 (5 Wo.)AT | — | mit Kastelruther Spatzen und Klostertaler                    |
| 2005 | Das Beste der großen 3               | — | AT20 (19 Wo.)AT | — | mit Kastelruther Spatzen und Klostertaler                    |
| 2011 | Ein Wiedersehen zum Abschied         | DE28 (5 Wo.)DE | AT3 (11 Wo.)AT | CH19 (9 Wo.)CH | mit Kastelruther Spatzen und Klostertaler                    |

Weitere Gemeinschaftsalben
- 1999: Die großen 3 der Volksmusik (mit Kastelruther Spatzen und Klostertaler)
- 2003: Weihnachten mit den großen 3 – Folge 2 (mit Kastelruther Spatzen und Klostertaler)
- 2007: Junge Träume (mit Kastelruther Spatzen und Klostertaler)

### Kompilationen
| Jahr | Titel                                                    | Höchstplatzierung, Gesamtwochen, AuszeichnungChartplatzierungen (Jahr, Titel, Platzierungen, Wochen, Auszeichnungen, Anmerkungen) | Höchstplatzierung, Gesamtwochen, AuszeichnungChartplatzierungen (Jahr, Titel, Platzierungen, Wochen, Auszeichnungen, Anmerkungen) | Höchstplatzierung, Gesamtwochen, AuszeichnungChartplatzierungen (Jahr, Titel, Platzierungen, Wochen, Auszeichnungen, Anmerkungen) | Anmerkungen                                                |
| Jahr | Titel                                                    | DE | AT | CH | Anmerkungen                                                |
| ---- | -------------------------------------------------------- | --- | --- | --- | ---------------------------------------------------------- |
| 1993 | Nockalm Gold                                             | — | AT1 ×2Doppelplatin · (40 Wo.)AT                                                                                                   | — | Erstveröffentlichung: 8. November 1993 Verkäufe: + 100.000 |
| 1997 | Nockalm Platin                                           | — | AT18 Gold · (16 Wo.)AT | — | Erstveröffentlichung: 3. November 1997 Verkäufe: + 25.000  |
| 2000 | Highlights of Love                                       | — | AT16 (14 Wo.)AT | — | Erstveröffentlichung: 17. April 2000                       |
| 2003 | Nockalm Weihnacht                                        | — | AT22 (6 Wo.)AT | — | Erstveröffentlichung: 3. November 2003                     |
| 2004 | 20 Jahre auf Wolke 7                                     | — | AT10 (15 Wo.)AT | — | Erstveröffentlichung: 18. November 2004                    |
| 2009 | Nockalm Diamant – Das Beste aus den Jahren 2003 bis 2008 | DE67 (2 Wo.)DE | AT2 Gold · (18 Wo.)AT | CH49 (4 Wo.)CH | Erstveröffentlichung: 9. Januar 2009 Verkäufe: + 10.000    |
| 2012 | Wahnsinnsflug auf Wolke 7 (Best of 30 Jahre)             | DE43 (4 Wo.)DE | AT2 Platin · (76 Wo.)AT | CH21 (13 Wo.)CH | Erstveröffentlichung: 16. März 2012 Verkäufe: + 20.000     |
| 2013 | Die lange Nacht auf Wolke 7                              | — | AT8 (7 Wo.)AT | CH93 (2 Wo.)CH | Erstveröffentlichung: 15. November 2013                    |
| 2017 | Die Welt braucht Liebe                                   | — | AT59 (1 Wo.)AT | CH98 (1 Wo.)CH | Erstveröffentlichung: 12. Mai 2017                         |
| 2020 | Alles Hits!                                              | DE23 (8 Wo.)DE | AT2 (18 Wo.)AT | CH14 (13 Wo.)CH | Erstveröffentlichung: 19. Juni 2020 als Nockis             |

### Singles (Auswahl)
| Jahr | Titel Album                                                     | Höchstplatzierung, Gesamtwochen, AuszeichnungChartsChartplatzierungen (Jahr, Titel, Album, Platzierungen, Wochen, Auszeichnungen, Anmerkungen) | Anmerkungen                    |
| Jahr | Titel Album                                                     | AT | Anmerkungen                    |
| ---- | --------------------------------------------------------------- | --- | ------------------------------ |
| 2008 | Der Mann nach mir Ich dich auch                                 | AT68 (3 Wo.)AT | Charteintritt: 23. Januar 2009 |
| 2011 | Zieh dich an und geh                                            | AT29 (14 Wo.)AT | Charteintritt: 29. Juli 2011   |
| 2012 | Einer von uns lügt Wahnsinnsflug auf Wolke 7 (Best of 30 Jahre) | AT54 (1 Wo.)AT | Charteintritt: 30. März 2012   |
| 2013 | Mit den Augen einer Frau                                        | AT48 (1 Wo.)AT | Charteintritt: 24. Mai 2013    |
| 2014 | Du warst der geilste Fehler meines Lebens                       | AT47 (7 Wo.)AT | Charteintritt: 18. Juli 2014   |
| 2016 | Wonach sieht’s denn aus?                                        | AT49 (2 Wo.)AT | Charteintritt: 29. April 2016  |

## Auszeichnungen für Musikverkäufe
Anmerkung: Auszeichnungen in Ländern aus den Charttabellen bzw. Chartboxen sind in ebendiesen zu finden.
| Land/RegionAuszeichnungen für Musikverkäufe (Land/Region, Auszeichnungen, Verkäufe, Quellen) | Gold       | Platin       | Verkäufe | Quellen      |
| -------------------------------------------------------------------------------------------- | ---------- | ------------ | -------- | ------------ |
| Österreich (IFPI)                                                                            | 16× Gold16 | 19× Platin19 | 890.000  | ifpi.at      |
| Schweiz (IFPI)                                                                               | 3× Gold3   | —            | 75.000   | hitparade.ch |
| Insgesamt                                                                                    | 19× Gold19 | 19× Platin19 |          |              |